# Mayk Zimmermann
Mayk Zimmermann (* 27. März 1968) ist ein ehemaliger Fußballspieler aus der DDR.

## Sportlicher Werdegang
Seine fußballerische Laufbahn begann Zimmermann als Jugendlicher bei der BSG Schiffahrt/Hafen Rostock und wechselte anschließend zum F.C. Hansa Rostock. Von dort aus schaffte er den Sprung in die DDR-Nachwuchsauswahl und erhielt während der U-18-Fußball-Europameisterschaft 1986 einen Einsatz. Am Ende des Turniers gewann die Nachwuchsauswahl den Wettbewerb und Zimmermann wurde U-18-Fußball-Europameister.
Zu seinem Startelfdebüt bei der Kogge aus Rostock kam Zimmermann am 20. Dezember 1985 im Viertelfinalrückspiel des FDGB-Pokals 1985/86 gegen den BFC Dynamo. Im heimischen Ostseestadion verloren die Hansestädter 2:3 und schieden aus dem Wettbewerb aus. In Saison 1987/88 erhielt er überwiegend Einsätze in der Reservemannschaft des F.C. Hansa in der DDR-Liga. Für die 1. Mannschaft Hansas, die in der DDR-Oberliga spielberechtigt waren, lief er nur zweimal auf. Berücksichtigt wurde Zimmermann in den Pflichtspielen gegen die BSG Stahl Brandenburg und dem 1. FC Magdeburg.
Im Jahr 1988 kehrte er zur Betriebssportgemeinschaft Schiffahrt/Hafen Rostock zurück und erzielte zwei Treffer in 27 Spielen in Saison 1988/89. In der Folgesaison traf der Stürmer in weiteren sechs Ligaspielen für die Rostocker ein Mal. Hinzu kamen zwei Treffer in der 2. Hauptrunde im FDGB-Pokal. Zimmermann traf doppelt gegen die BSG Chemie Böhlen.
Im November 1989 reiste er über die CSSR aus der DDR aus und schloss sich Ende desselben Monats dem bundesdeutschen Drittligisten 1. SC Norderstedt an. Er blieb dort bis 1993. In Norderstedt brachte er es auf 108 Spiele (8 Tore) in der Fußball-Oberliga und verpasste 1993 den Aufstieg in die 2. Fußball-Bundesliga nur knapp.